# Semiothisa infixaria
Semiothisa infixaria là một loài bướm đêm trong họ Geometridae.